# ALZATE
Jorge Andrés Alzate Ríos (Medellín, Colômbia, 28 de setembro de 1980) mais conhecido como Alzate (estilizado como ALZATE), é um cantor e compositor  colombiano de música popular, rancorosa e nortenha. Ele lançou dois álbuns de estúdio Maldita Traicion (2015) e De Regreso al Dolor (2018). Atualmente, Alzate reside nos Estados Unidos.

## Biografia
Alzate nasceu em 28 de setembro de 1980 em Medellín, Colômbia. Ele é filho de Jorge Alzate e Gloria Ríos. Seus pais eram missionários cristãos que trabalharam com as comunidades pobres da Colômbia. Na infância vendia mangas e aos 8 anos entrou no curso de piano, embora este instrumento não lhe parecesse o seu ponto forte, decidiu insistir até se tornar pianista profissional. Aos 13 anos compôs sua primeira música, foi quando percebeu que a música era um meio especial para expressar seus sentimentos e experiências pessoais.
Depois de terminar seus estudos de segundo grau, ele decidiu seguir para a aviação; seu pai, com todos os esforços, decidiu matriculá-lo em uma academia, embora ele não pudesse terminar o curso. Mais tarde, ele decidiu emigrar para Los Angeles, Califórnia nos Estados Unidos com o desejo de concluir seus estudos de aviação, mas infelizmente o dinheiro que ganhou naquele país não foi suficiente para pagá-los, pois ele só trabalhava como varredor , cozinhe em centros à noite e na construção. Naquela época ele dormia nas vielas e comia comida encontrada no lixo. Foi quando ele conheceu um  peruano que lhe ofereceu uma pousada em seu quarto por US $ 3 a noite. Com a ajuda de seu amigo peruano conseguiu comprar um carro da marca "Toyota Tercel" do ano 1974 com o qual poderia fazer obras mais longe da cidade, com o dinheiro economizado em seu trabalho poderia terminar os cursos de aviação que havia iniciado na Colômbia.
Após concluir seus cursos de aviação, ele conseguiu um emprego como piloto e pôde investir no negócio de automóveis.
Mais tarde, ele voltou para a Colômbia com o objetivo de se tornar um cantor. No início, suas tentativas foram inúteis, pois por mais de cinco anos bateu às portas de rádios e gravadoras promovendo várias de suas canções sem obter resultados positivos, o que o fez gastar todas as suas economias que possuía no Estados Unidos. Sem dinheiro suficiente, ele tomou a decisão de voltar aos Estados Unidos para tentar recuperar a vida que havia abandonado por causa daquele tempo de esforço em vão. Antes de sair da Califórnia voltou para Medellín junto com seu irmão que lhe pediu para gravar uma última música, foi quando ele decidiu emprestar dinheiro para gravar "Maldita traición" narrando as experiências pessoais do cantor naquela fase de hostilidade em sua vida, que era a última opção para arriscar tudo por tudo, disse que solteiro foi um sucesso retumbante na Colômbia que lhe permitiu posicionar-se como um dos melhores cantores de música popular. Desde meados de 2014 sua carreira musical começou em alta quando ele lançou singles como Ni que fueras la más buena, Así es la vida e Copita de amor. Finalmente, em 10 de novembro de 2015 lançou seu primeiro álbum de estúdio intitulado Maldita Traición.
Os singles Vou pegar a estrada e Ni que fueras la más buena ficaram em décimo lugar no monitor Hot Song General, da Colômbia. Em 2017, o single Maldita traición atingiu a primeira posição no Top20 Popular monitorLATINO por três semanas consecutivas.
Em 15 de maio de 2018, ele lançou seu segundo álbum de estúdio intitulado De Regreso Al Dolor.

## Discografia

### Álbuns de estúdio
- Maldita Traición (2015)
- De Regreso Al Dolor (2018)